# Вілламассарджа

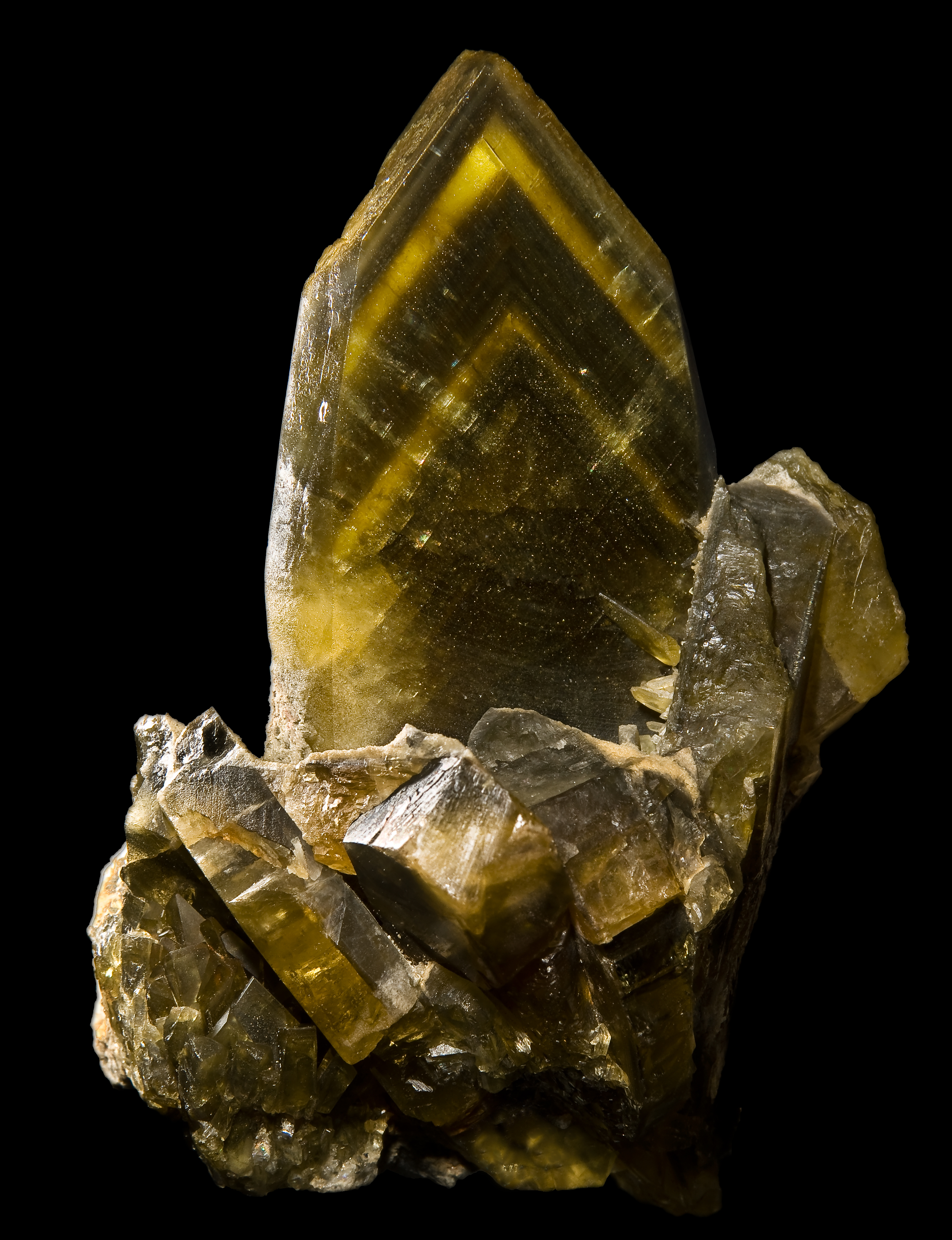
Барит - Вілламассарджа

Вілламассарджа (італ. Villamassargia, сард. Biddamatraxa) — муніципалітет в Італії, у регіоні Сардинія,  провінція Карбонія-Іглезіас.
Вілламассарджа розташована на відстані близько 440 км на південний захід від Рима, 45 км на захід від Кальярі, 18 км на північний схід від Карбонії, 10 км на південний схід від Іглезіас.
Населення — 3647 осіб (2014).
Покровитель — Madonna della Neve.

## Демографія
Населення за роками:

Станом на 1 січня 2023 року в муніципалітеті офіційно проживали 33 іноземці з 13 країн, серед них 14 громадян країн Євросоюзу.

## Сусідні муніципалітети
- Домузновас
- Іглезіас
- Музеї
- Наркао
- Сілікуа